# موسم الأعاصير (رواية)
موسم الأعاصير (بالإسبانية: Temporada de huracanes)‏ هي الرواية الثانية للكاتبة المكسيكية فرناندا ميلكور، نُشرت في أبريل 2017، عن دار ليتراتورا راندوم هاوس. وهي رواية غير خطية، تسرد بضمير الغائب. تركز على الأحداث المحيطة بمقتل ساحرة لا ماتوسا، وهي مدينة خيالية فقيرة في المكسيك يستكشف من خلالها ميلكور العنف والرجولة في المجتمع المكسيكي.
حققت الرواية نجاحًا نقديًا وتجاريًا، مما عزز مكانة ميلكور كواحدة من أشهر كاتبات أمريكا اللاتينية في جيلها. ترجمت أنجليكا أمّار الرواية إلى الألمانية، وصوفي هيوز إلى الإنجليزية. حصلت الرواية على جائزة الأدب الدولي لعام 2019، وأدرجت في القائمة المختصرة لجائزة البوكر الدولية لعام 2020، وجائزة دبلن الأدبية الدولية لعام 2021، وأدرجت في القائمة الطويلة لجائزة الكتاب الوطني للأدب المترجم لعام 2020. صدر فيلم مقتبس يحمل نفس الاسم على نتفليكس في عام 2023، من إخراج إليسا ميلر.